# Gare du Dorat
Gare du Dorat vasútállomás Franciaországban, Le Dorat településen.

## Vasútvonalak
Az állomást az alábbi vasútvonalak érintik:
- Mignaloux - Nouaillé-Bersac-vasútvonal
- Dorat-Limoges-Bénédictins-vasútvonal

## Kapcsolódó állomások
A vasútállomáshoz az alábbi állomások vannak a legközelebb:
- Gare de Lathus
- Gare de Bellac